# Dealul Colț și Dealul Zănoaga
 Dealul Colț și Dealul Zănoaga, alcătuiesc o arie protejată de interes național ce corespunde  categoriei a IV-a IUCN (rezervație naturală de tip botanic), situată în județul Hunedoara, pe teritoriul administrativ al municipiului Deva.
Rezervația naturală cu o suprafață de 78,40 ha, reprezintă o arie unde substratul andezitic al dealurilor, este acoperit de o vegetație abundentă, alcatuită din 533 specii, un procent ridicat de elemente sudice și endemice.